# Xerocampylaea zelebori
Xerocampylaea zelebori is een slakkensoort uit de familie van de Hygromiidae. De wetenschappelijke naam van de soort is voor het eerst geldig gepubliceerd in 1853 door L. Pfeiffer.